# Rudgea panurensis
Rudgea panurensis är en måreväxtart som beskrevs av Johannes Müller Argoviensis. Rudgea panurensis ingår i släktet Rudgea och familjen måreväxter. Inga underarter finns listade i Catalogue of Life.